# I Am Yours

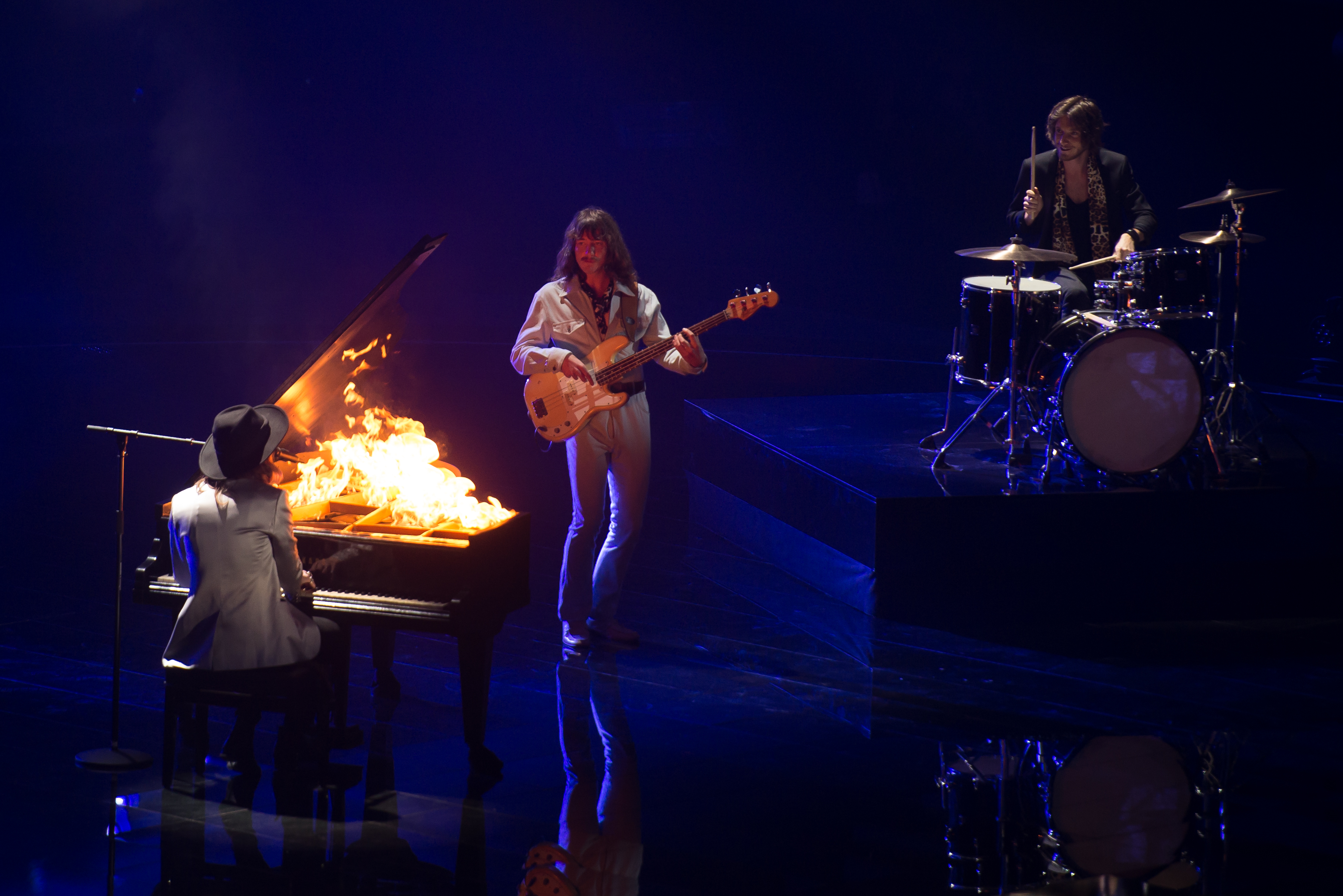
Concurso Eurovisão da Canção em Viena, 2015

"I Am Yours" é uma canção da banda austríaca The Makemakes, que representou a Áustria em Viena, Áustria no Festival Eurovisão da Canção 2015.
Como a Áustria foi a vencedora no ano anterior, teve passaporte direto para a final, onde foi a décima-quarta canção a ser interpretada na noite do festival, a seguir à canção da Bélgica "Rhythm Inside" e antes da canção da Grécia "One Last Breath". Terminou a competição em 26.º e último lugar, não tendo recebido qualquer ponto.